# Никитовский район
Никитовский район — административно-территориальная единица в составе Центрально-Чернозёмной, Воронежской и Белгородской областей, существовавшая в 1928—1963 годах. Центр — село Никитовка.
Никитовский район был образован в 1928 году в составе Острогожского округа Центрально-Чернозёмной области. 23 июля 1930 года окружная система в СССР была упразднена и Никитовский район перешёл в прямое подчинение Центрально-Чернозёмной области.
13 июня 1934 года Никитовский район был отнесён к Воронежской области.
По состоянию на 1945 года район делился на 15 сельсоветов: Арнаутовский, Валуйчанский, Дегтяренский, Должанский, Жуковский, Зварыкинский, Лазаревский, Ливенский, Малакеевский, Никитовский, Николаевский, Палатовский, Подгоренский, Ромаховский и Самаринский.
6 января 1954 года Никитовский район отошёл к Белгородской области.
1 апреля 1961 года к Никитовскому району был присоединен Краснянский сельсовет упразднённого Советского района.
1 февраля 1963 года Никитовский район был упразднён.